# Дискримінація за зовнішністю
Дискримінація за зовнішністю — позначення позитивних стереотипів, забобонів, вибору поведінки стосовно фізично привабливих людей, а також до тих, чия зовнішність відповідає культурно-соціальним уявленням і нормам того чи іншого суспільства. Воррен Фаррелл пропонує термін «торжество гена» для опису обожнювання і вихваляння фізичної краси людини. Фізична привабливість асоціюється з хорошими, позитивними речами, наприклад, з образом принцеси, в той час, як непривабливість — з негативними, наприклад, зла відьма. Багато людей роблять автоматичні судження про інших, ґрунтуючись на власному уявленні про свою зовнішність, яке, своєю чергою, впливає на їхнє сприйняття інших людей. Дослідження стереотипу «добре все те, що красиво» доводить, що у своїй більшості, власники привабливої зовнішності користуються цим і витягують чимало вигод з цього. Наприклад, людей з привабливою зовнішністю краще сприймають у суспільстві, а також зовнішня привабливість завдає сильного впливу при оцінюванні людини загалом. Дослідження показують, що в середньому в індивідів з привабливою зовнішністю набагато більше друзів, вони більш соціалізовані і їх статеве життя набагато активніше. Однак наявність привабливої зовнішності не означає, що індивід щасливий і ніяк на це не впливає.

## Історія
Попри те, що «лукізм» — сучасний термін, який нещодавно увійшов у вжиток, світовий досвід та багатовікові традиції завжди закликали не надавати великого значення зовнішності: з найдавніших часів по сьогоднішній день лукізм вводить в оману. Наприклад, дуже часто у любовних стосунках зовнішність буває оманлива, зрештою, це якоюсь мірою нелюдяно і нетактовно судити людей по зовнішності або грати на цьому. Судити по зовнішності також заборонено і в моністичних релігіях («не створи собі кумира»). Лукізм також критикується багатьма стародавніми і середньовічними філософами. Скептики, стоїки, кініки, епікурейці і схоластики висловили безліч причин уникати впливу зовнішності. Термін «лукізм» вперше був введений в обіг в 1970 році у зв'язку з рухом за права повних людей. У 1978 році цей термін був надрукований у статті видання The Washington Post, де пояснювалося, що повні люди придумали термін «лукізм» для визначення дискримінації за зовнішніми даними. Лукізм привернув увагу як культурологів, так і економістів. У культурології лукізм сприймається як упереджена думка про красу, а також формування культурних стереотипів, які ґрунтуються на зовнішності, соціальних очікуваннях і гендерних ролях. З економічної точки зору рівень доходу безпосередньо залежить від зовнішності, оскільки й рівень продуктивності співробітників залежить від того, чи вважають їх колеги привабливими або навпаки, некрасивими. Деякі письменники досліджували дискримінацію за зовнішністю серед геїв. Активіст і письменник-гомосексуал Мікелянджело Сігнорілі описав подібну дискримінацію як «встановлення жорстких стандартів фізичної краси, які чинять тиск на певні групи людей, які прагнуть потрапляти під ці стандарти. Будь-яка людина, яка не слідує встановленим стандартам, автоматично вважається фізично непривабливою і несексуальною. У культурах, де зовнішньому вигляду приділяється велика кількість уваги і де тіло відіграє важливу роль, подібна дискримінація зачіпає не тільки тих, хто не хоче і/або не може бути сексуально привабливим, слідуючи встановленим стандартам, а й зовсім перестає вважати людину непривабливо, судячи її тільки за зовнішнім виглядом. У цьому сенсі подібна дискримінація мало чим відрізняється від расизму, сексизму або гомофобії зовсім».

## Емпірична точка зору
Ненсі Еткофф, психолог Массачусетського госпіталю стверджує, що «сьогодні ми живемо в світі, де лукізм є одним з найпоширеніших упереджень». Дослідження Дена Аріелі довели, що серед американських жінок найбільшим попит мають високі чоловіки, у той час, як низьким чоловікам необхідно мати істотно більший рівень заробітку, щоб бути привабливими для жінок. У статті «Лукізм — це чесно?» («Is Lookism Unjust») Луїс Тіетже і Стівен Кресап сперечаються на тему, чи вважається дискримінація за зовнішністю законною. Тіетже і Кресап як доказ наводять результати дослідження, згідно з яким до привабливих людей існує краще ставлення в суспільстві, а до непривабливих застосовуються негативні санкції, наприклад, неповажне ставлення, зневага, відмова від надання будь-яких можливостей. 
Згідно з нещодавнім дослідженням ринку праці, привабливі люди отримують більше премій і привілеїв, а некрасиві люди навпаки, виплачують штрафи або до них застосовуються певні міри покарання. Результати дослідження показали, що якщо людина (неважливо, чоловік або жінка) потрапляє в 9 % найбільш некрасивих людей компанії, то ймовірність того, що до нього будуть застосовані санкції через його зовнішній вигляд, становить 7-9 %. Якщо співробітник компанії потрапляє в 33 % найпривабливіших людей організації, то ймовірність того, що ставлення до нього буде краще і він отримає премію, складе 5 %. Незважаючи на наявність явних доказів подібної дискримінації, автори ставлять під сумнів факт її існування протягом людської історії. Таким чином немає якихось прямих доказів, що ту чи іншу людину дискримінують безпосередньо через її зовнішній вигляд, а отже і неможливо розробити будь-які правові основи для покарання. Тіетже і Кресап роблять висновок: «Ми не бачимо яким чином можна пояснити та довести необхідність політичного втручання в проблему дискримінації за зовнішністю».

## Політичний лукізм
Лукізм в політиці почав проявлятися в той час, коли в газетних карикатурах стали нещадно висміюватись зовнішні вади політиків. У 1960 році, під час президентських перегонів між Джоном Кеннеді і Річардом Ніксоном, багато хто вважав, що перемогу в перших теледебатах Кеннеді забезпечила його зовнішність. Проте деякі дослідники визнали цей факт вигаданим і стверджували, що зовнішність Кеннеді ніяк не вплинула на його перемогу. Існує кілька постійних змінних для визначення жіночності або мужності того чи іншого політика. Шарлотта Хупер стверджує, що «статева приналежність перетинається з іншими соціальними приналежностями, такими як клас, рід і разом вони утворюють нову ієрархію з новими характеристиками». Хупер також наводить приклад «істинно чоловічої» поведінки під час війни. Цей еталон визначає, чи є людина «справжнім чоловіком» чи ні. Крім того, ЗМІ «створюють еталон чоловічого образу, який поширюється по всьому світу». Саме в цьому остаточно закріпилася ідеологія лукізму, вважає Хупер. Інша дослідниця, Лаура Шепхерд, також вважає, що «чоловіки повинні вписуватися в матрицю образу», тобто поводитися відповідно, одягатися відповідно, без зайвих емоцій або якого-небудь натяку на жіночність. Якщо їм вдається досягти цього вони стають практично недоторканними. Однак існує й інша точка зору, яка полягає в тому, що в політиці існує інтерес лише до питання про мужність, в той час як вивчення питання жіночності в цій же сфері представляється абсолютно неможливим.